# والتر فلینش
والتر فلینش (آلمانی: Walter Flinsch; ۷ فوریهٔ ۱۹۰۳ – ۳ فوریهٔ ۱۹۴۳) قایقران روئینگ اهل آلمان بود.